# 東京美術倶楽部鑑定委員会
東京美術倶楽部鑑定委員会（とうきょうびじゅつくらぶかんていいいんかい）は、1977年東京都港区新橋にある絵画、日本画、洋画、工芸作品の鑑定機関である。様々な日本画家、洋画家の所定鑑定機関を務める。また、2018年より一般財団法人東美鑑定評価機構を設立し、鑑定業務全般を委譲している。

## 東京美術倶楽部
株式会社東京美術倶楽部は、東京都港区に事務所を置く株式会社である。略称は東美。東京都港区新橋6-19-15にある東京美術倶楽部ビルディングで展覧会などの活動を行っている。設立は1907年。

## 全国美術商連合会
一般社団法人全国美術商連合会は東京都港区(東京美術倶楽部ビルディング)に事務所を置く一般社団法人である。略称は全美連。任意団体の設立は1994年、法人の設立は2015年。

## 東京美術商協同組合
東京美術商協同組合は東京都港区(東京美術倶楽部ビルディング)に事務所を置く協同組合である。前身となる東京美術商親交組合の設立は1924年。その後、東京美術商組合、東京美術商施設組合、東京美術商商業協同組合と組織を替え、現在の東京美術商協同組合は1949年設立。

## 関連記事
- 佐伯祐三贋作事件

| スタブアイコン | サブスタブ | この項目は、まだ閲覧者の調べものの参照としては役立たない、企業に関連した書きかけの項目です。この項目を加筆・訂正などしてくださる協力者を求めています（PJ:経済）。 |